# Malaconothrus ensifer
Malaconothrus ensifer är en kvalsterart som beskrevs av Sandór Mahunka 1982. Malaconothrus ensifer ingår i släktet Malaconothrus och familjen Malaconothridae. Inga underarter finns listade i Catalogue of Life.